# Camilla Linde
Camilla Linde, född 25 april 1985, är en svensk barnboksförfattare i science fiction och fantasy-genren, men som även skrivit skräckberättelser för vuxna.
 
Camilla Linde studerade litteraturvetenskap på Växjö universitet, och började därefter arbeta på Röda Korset, bland annat som verksamhetsutvecklare inom läxläsningstöd.
År 2014 vann hon hederspris i novelltävlingen Efter stormen, där handlingen skulle utspela sig i ett postapokalyptiskt Sverige efter en svår storm. Hederspriset innebar att hennes bidrag De kom efter stormen publicerades i den utökade antalogin. Hon har skrivit noveller till skräckantalogierna 13 svarta sagor om superhjältar (Tömd) och 13 svarta sagor om ond bråd död (Sju sorters kakor).
Camilla Linde har skrivit en bokserie för barn, Snack Parrows intergalaktiska detektivbyrå, som gavs ut i egen regi på Whip förlag. Den ledde till att hon erbjöds att skriva för Debutantbloggen under 2016, en blogg där omkring fem debuterande författare skriver om sin vardag. Snack Parrows intergalaktiska detektivbyrå utspelar sig i en fantasyvärld i rymden och följer Snack Parrows, en före detta rymdpirat, som startar en detektivbyrå och löser underliga mysterier. Serien gav upphov till en av världarna i det rollspelsliknade spelet Sagospelet Rymd, som gavs ut 2020 Daniel Lehto AB.
Hösten 2020 gavs första delen i serien Den längsta resan ut. Även den utspelar sig i rymden, på rymdskeppet Greta T, och riktar sig till barn i mellanstadieåldern. Rymdskeppet lämnade jorden för 200 år sedan och är på väg till planeten Terra Nova med sovande människor som ska befolka den nya världen.

### Den längsta resan
- Linde, Camilla; Fröhlich Maria (2020). Uppvaknandet. Den längsta resan. Helsingborg: Hegas. Libris z9j07xjgw36qbm4x. ISBN 9789178818891
- Linde, Camilla; Fröhlich Maria (2021). Avslöjandet. Den längsta resan ; 2. Helsingborg: Hegas Förlag. Libris 9nlhlcqv78qc1fjz. ISBN 9789178818938

### Snack Parrow
- Linde, Camilla; Téczely David (2016). Snack Parrows intergalaktiska rymdbyrå för underliga mysterier och piratbestyr. Snack Parrows intergalaktiska rymdbyrå ; 1. Helsingborg: Whip Media. Libris 19296700. ISBN 9789188265333
- Linde, Camilla; Téczely David (2017). Nödrop från yttre rymden. Snack Parrows intergalaktiska rymdbyrå ; 2. [Helsingborg]: Whip Media. Libris 21912161. ISBN 9789188579782
- Linde, Camilla; Téczely David (2018). Jakten på Spökskeppet. Snack Parrows intergalaktiska rymdbyrå ; 3. [Helsingborg]: Whip Media. Libris 6gmpzszj4tddmxjv. ISBN 9789188579270
- Linde, Camilla; Téczely David (2020). Den försvunna pokalen. Snack Parrows intergalaktiska rymdbyrå ; 4:e boken. Helsingborg: Whip Media. Libris 1c0vvrw7z26jnvdg. ISBN 9789188945624

### Noveller
- Sju sorters kakor, i 13 svarta sagor om ond bråd död. [Johanneshov]: Swedish Zombie. 2017. Libris 20114440. ISBN 9789188185372

- Tömd, i 13 svarta sagor om superskurkar. 13 svarta sagor. [Johanneshov]: Swedish Zombie. 2018. Libris 21914207. ISBN 9789188185426

- De kom efter stormen, i Efter stormen: utökad samlingsvolym. Stockholm: Mix. 2014. Libris 17241371. ISBN 9789187671500